# 19. Waffen-Grenadier-Division der SS (lettische Nr. 2)
De 19. Waffen-Grenadier-Division der SS (lettische Nr. 2) was een divisie van de Waffen-SS, die voornamelijk bestond uit Letse vrijwilligers en dienstplichtigen. De eenheid werd in januari 1944 opgericht en was uitsluitend actief aan het oostfront. De divisie bracht de laatste fase van haar bestaan door in de zak van Koerland en gaf zich na de capitulatie van Duitsland op 8 mei 1945 over.

## Oprichting
De eenheid werd in mei 1944 opgericht, toen de 2. Lettische SS-Freiwilligen-Brigade werd omgevormd tot een divisie. Daarnaast werd er een nieuw regiment, namelijk het Waffen-Grenadier Regiment 46, toegevoegd aan de nieuwe divisie.

## Krijgsgeschiedenis
SS-Oberführer Hinrich Schuldt was de eerste commandant van de divisie. In maart werd de eenheid overgeplaatst naar de regio ten zuiden van Pskov. Het vocht daar samen met haar zustereenheid, de 15. Waffen-Grenadier-Division der SS. Toen het in juli 1944 van het front werd weggehaald, werden de resten van de 15. bij die van de 19. gevoegd. Tot oktober moest de eenheid zich terugtrekken tot het meest oostelijke deel van Letland, om bij het Koerland te worden ingesloten. Het vocht hier in vijf veldslagen die volgden en na de capitulatie van Duitsland in mei 1945 werden veel soldaten in krijgsgevangenschap genomen. Enkele andere soldaten vochten verder als partizanen.

## Bekende oorlogsmisdaden[1]
Wel is bekend dat drie officieren van de divisie hebben gediend in de concentratiekampen. Eén officier heeft gediend in de Einsatzgruppen. Dit getal bevat ook officieren die voor of na hun dienst in de divisie in de kampen en Einsatzgruppen hebben gediend.

## Commandanten[2][3]
| Rang                                              | Naam                   | Begin          | Eind          | Opmerking |
| ------------------------------------------------- | ---------------------- | -------------- | ------------- | --- |
| SS-Oberführer der Waffen-SS                       | Hinrich Schuldt        | 7 januari 1944 | 15 maart 1944 | Gesneuveld op 15 maart 1944 |
| SS-Standartenführer en Oberst der Schutzpolizei   | Friedrich-Wilhelm Bock | 14 april 1944  | 22 maart 1944 | Waarnemend commandant |
| SS-Brigadeführer en Generalmajor der Waffen-SS    | Bruno Streckenbach     | 22 maart 1944  | juni 1944     | mit der Führung beauftragt (m. d. F. b.) der 19. Lettischen SS-Freiwillige-Division (vrije vertaling: met het leiderschap belast) |
| Waffen-Oberführer                                 | Arturs Silgailis       | 12 mei 1944    | 19 mei 1944   | Tijdens Streckenbach zijn afwezigheid geleid door Silgailis.                                                                      |
| SS-Gruppenführer en Generalleutnant der Waffen-SS | Bruno Streckenbach     | 19 mei 1944    | 8 mei 1945    | |

## Gebied van operatie[1][7]
- Maart 1944 – mei 1945: Oostfront, noordelijke sector en Slag om Koerland

## Samenstelling
- Waffen-Grenadierregiment der SS „Voldermars Veiss“
- Waffen-Grenadierregiment der SS 43 „Heinrich Schuldt“
- Waffen-Grenadierregiment der SS 44
- Waffen-Artillerieregiment der SS 19
- SS-Füsilier Battalion 19
- SS-Panzerjäger Battalion 19
- SS-Flak Battalion 19
- SS-Pionier Battalion 19
- SS-Nachschub Troop 19